# Teatro Verdi (Sassari)
Il teatro Verdi è uno dei teatri più frequentati della città di Sassari.
Fu inaugurato l'8 dicembre 1884 con l'esecuzione del Riccardo III, opera del maestro Luigi Canepa.
Per oltre un secolo, fino all'apertura del nuovo Teatro Comunale in largo Cappuccini, era il teatro più grande della città ed è tuttora al centro della vita culturale grazie a numerosi eventi teatrali e produzioni concertistiche. Per un lungo periodo è stato utilizzato anche come cinema.
Distrutto nel 1923 da un incendio sviluppatosi da una pellicola cinematografica, fu poi ricostruito a distanza di tre anni nella forma odierna e infine ristrutturato nel 1984.
Oggi è affidato in gestione alla Cooperativa Teatro e/o Musica.

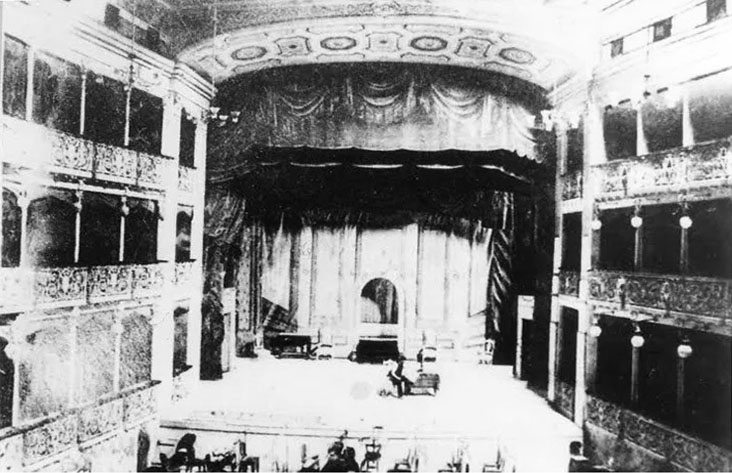
Il teatro in un'immagine del 1895 ca.